# Browneïta
La browneïta és un mineral de la classe dels sulfurs, que pertany al grup de l'esfalerita. Rep el nom en honor del professor Pat R. L. Browne, de l'Institut de la Terra, Ciència i Enginyeria de la Universitat d'Auckland, a Nova Zelanda.

## Característiques
La browneïta és un sulfur de fórmula química {\displaystyle {\ce {MnS}}}. Va ser aprovada com a espècie vàlida per l'Associació Mineralògica Internacional l'any 2012. Cristal·litza en el sistema isomètric. L'exemplar que va servir per a determinar l'espècie, el que es coneix com a material tipus, es troba conservat al Museu Nacional d'Història Natural de la Smithsonian Institution, situat a Washington DC, als Estats Units, amb el número de registre: USNM 7607.

## Formació i jaciments
Va ser descoberta al meteorit Zaklodzie, una condrita enstatita de tipus EH de 8,68 quilograms recollida en el mes de setembre de 1998 a la localitat de Zamość, al Voivodat de Lublin (Polònia). Aquest meteorit és l'únic indret on ha estat descrita aquesta espècie mineral, i és també la localitat tipus d'una altra espècie: la buseckita.